# Nikolai Nikolajewitsch Schebeko

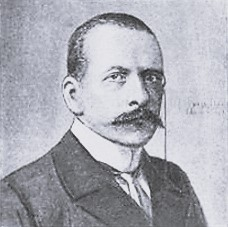
Nikolai Nikolajewitsch Schebeko

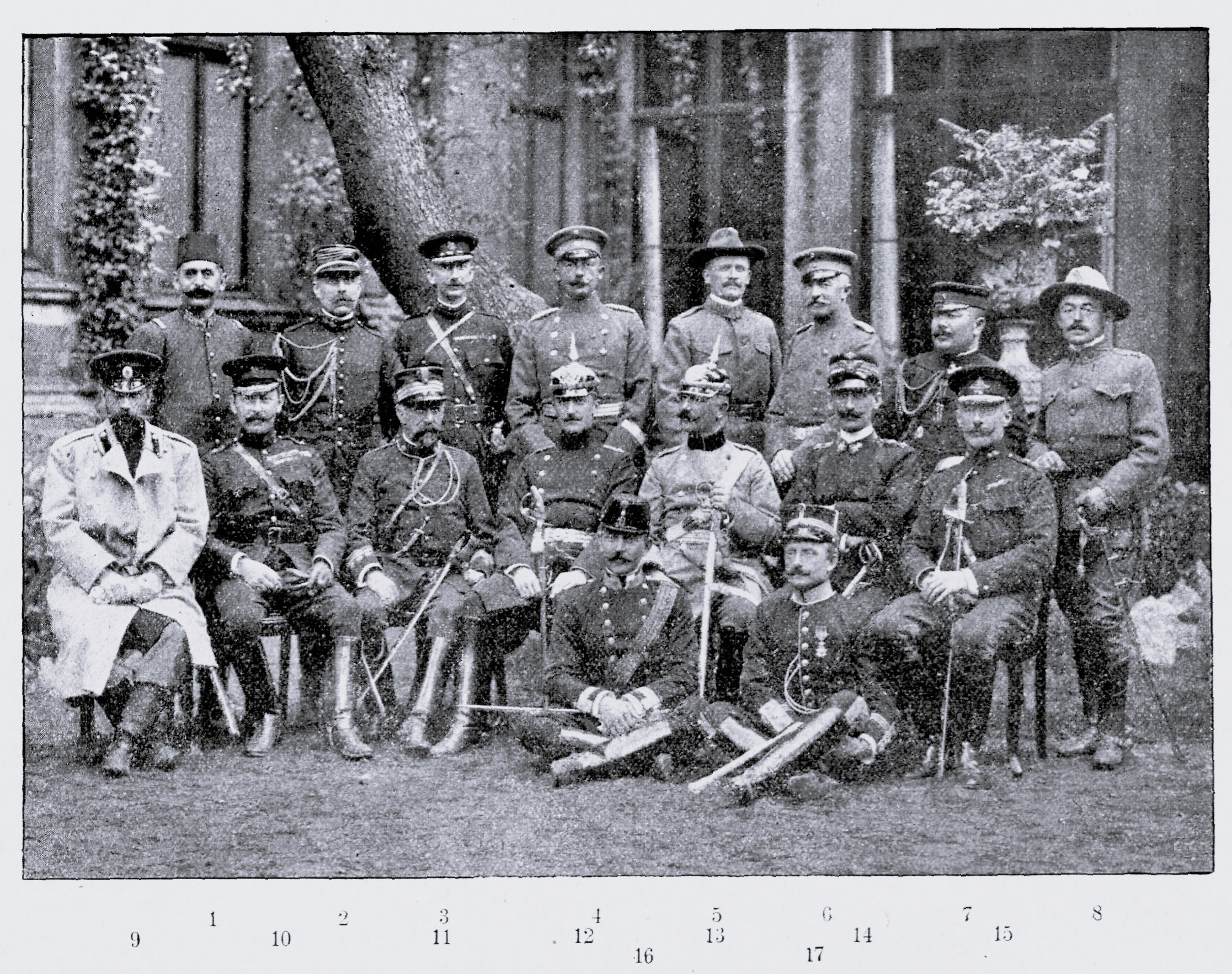
Ausländische Beobachter bei einem Kaisermanöver im Jahr 1904. Schebeko (9) sitzt vorne links.

Nikolai Nikolajewitsch Schebeko (russisch Никола́й Никола́евич Шебе́ко; * 3. Juli 1863 in St. Petersburg; † 21. Februar 1953 in Menton) war ein russischer Diplomat.

## Leben
Er absolvierte das Pagenkorps und wurde Kornett der Chevaliergarde. Dort diente er bis 1895, worauf er dem Außenministerium beitrat. Von 1897 bis 1899 diente er als Sekretär zweiten Grades in der Russischen Botschaft nach Wien, worauf er von 1899 bis 1904 als Sekretär ersten Grades in der Russischen Botschaft nach Kopenhagen und von 1904 bis 1906 in der Russischen Botschaft in Paris diente. In den Duma-Versammlungen zwischen 1906 und 1909 war er Vertreter des Außenministeriums. Darauf wurde er Berater in der Russischen Botschaft in Berlin. 1910 wurde er zum Wirklichen Staatsrat ernannt. Zwischen 1912 und 1913 war er der Russische Botschafter in Rumänien, worauf er von 1913 bis zum Anfang des Ersten Weltkriegs Russischer Botschafter in Wien war. Während des Russischen Bürgerkriegs war er Freiwilliger für die Weiße Armee. 1920 wanderte er nach Frankreich aus.

## Familie
Er war der Sohn von dem General Nikolai Ignatievich Shebeko und Maria Ivanovna Goncharova.